# Franz Joseph Müller von Reichenstein
Franz-Joseph Müller von Reichenstein (em húngaro Müller F. József; Sibiu, 1 de julho de 1740 – Viena, 12 de outubro de 1825) foi um mineralogista austro-húngaro que descobriu o telúrio.

## Biografia
Reichenstein nasceu em 1 de julho de 1740 em Sibiu, na Transilvânia, ou em 4 de outubro de 1742 em Poysdorf, na Áustria. Faleceu em 12 de outubro de 1825, em Viena, na Áustria.
Estudou filosofia em Viena; entretanto, tornou-se especialista em mineralogia.
Em 1775, tornou-se mestre da Indústria de mineração de Schwaz em Tirol.

### Descoberta de telúrio
Müller, como o agrimensor-chefe austríaco das minas na Transilvânia, foi responsável pela análise das amostras de minério. Ele analisou minério de ouro de Kleinschlatten (hoje Zlatna, Romênia). Este minério era conhecido como "Faczebajer weißes blättriges Golderz" (minério de ouro com folhas brancas de Faczebaja) ou antimonalischer Goldkies (pirita de ouro antimônica) e, de acordo com Anton von Rupprecht, era Spießglaskönig (argente molibdique), contendo antimônio nativo. Müller concluiu que o minério não continha antimônio, mas que era sulfeto de bismuto. No ano seguinte, ele relatou que isso estava errado e que o minério continha principalmente ouro e um metal desconhecido muito semelhante ao antimônio. Após uma investigação minuciosa que durou três anos e consistiu em mais de cinquenta testes, Müller determinou a gravidade específica do mineral e notou o odor de rabanete da fumaça branca que exalava quando o novo metal era aquecido, a cor vermelha que o metal transmite ao ácido sulfúrico e ao precipitado preto que esta solução dá quando diluída com água. No entanto, ele não foi capaz de identificar esse metal e deu-lhe os nomes de aurum paradoxium e tlbermetallum problematicum}}, pois não apresentava as propriedades previstas para o antimônio esperado.
Em 1798, o químico alemão Martin Heinrich Klaproth isolou o novo elemento de uma amostra enviada por Müller. Após um exame minucioso do material, ele concluiu que um novo metal estava presente na amostra. Ele o chamou de telúrio, mas deu o crédito da descoberta a Müller.